# Factory Act
Factory Act definisce una serie di leggi sull'attività manifatturiera promulgate a partire dal 1802 per migliorare le condizioni di lavoro nelle fabbriche inglesi e arginare lo sfruttamento minorile. Il Parlamento si dimostra attivo nel regolamentare attività che richiamano problematiche sociali; l'efficacia dei provvedimenti diviene effettiva soltanto con l'istituzione di un ispettorato di controllo, e aumenta nel corso dell'Ottocento. Di particolare rilievo la legge del 1833, concepita per tutelare i bambini e le donne in stato di gravidanza, mentre la regolamentazione dell'orario del lavoro femminile viene introdotta nel 1844. La sequenza di questo tipo di provvedimenti, insieme all'introduzione di nuovi macchinari, portano un lento ma effettivo miglioramento e una maggiore sensibilità nei confronti dei lavoratori più fragili. Infatti, in concomitanza con la promulgazione di queste leggi, iniziano fra l'altro gli studi antropometrici a vasta scala su altezza e peso dei bambini, e vengono raccolti dati sulle malattie e sulla mortalità infantile.

## Storia

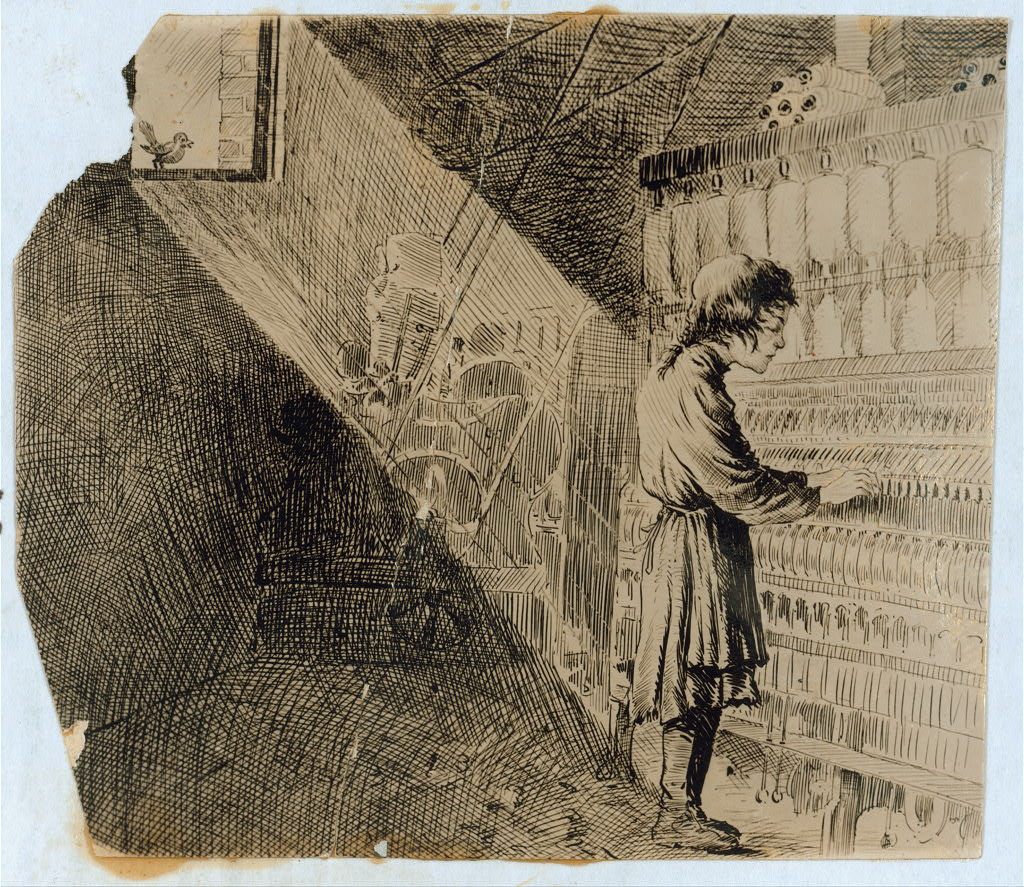
Bambino al lavoro

Analogamente ad altri Stati coinvolti nella rivoluzione industriale, in Inghilterra i bambini cominciavano a lavorare nelle fabbriche e nelle miniere normalmente all'età di otto anni, e in alcuni casi addirittura a cinque o anche prima. Si trattava di una consuetudine già in uso da secoli, e l'introduzione dell'industria non aveva che mutato il luogo di lavoro. In particolare nell'industria tessile i bambinetti di tre o quattro anni venivano impiegati nella raccolta dei residui di cotone che scivolavano sotto le macchine, in posizioni non raggiungibili dagli adulti. I più grandicelli lavoravano quindici ore al giorno, e anche di notte, spesso costretti con la forza e brutalizzati. La legislazione dei secoli precedenti era totalmente diversa, volta più che altro a prevenire l'indolenza.
Invece, a partire dal 1802, una serie di leggi venne man mano promulgata per mitigare tali condizioni, specialmente in seguito alle indagini svolte da apposite commissioni. Una di queste redasse il Report of the Commissioners on the Employment of Children in Factories, un importante documento del 1833 sull'occupazione dei bambini nelle fabbriche, firmato fra gli altri da Edwin Chadwick (1800-1890).
Un ulteriore importante documento riportò i risultati di un'indagine svolta nel 1872 da un'altra commissione parlamentare, che fornì prove evidenti di come le condizioni di lavoro influissero sullo stato di salute dei nascituri. Il sottopeso al momento del parto, unito alla malnutrizione nei primi mesi di vita, avrebbe causato una forte riduzione dell'altezza, visibile attraverso il confronto fra l'andamento delle curve nella crescita nel 1833 e quarant'anni dopo, nel 1873. La causa venne imputata all'aria respirata dalle madri nei luoghi di lavoro, al cibo spesso adulterato e alla scarsa nutrizione delle donne durante la gravidanza. I medici contattati dalla commissione concordavano nel ritenere necessaria la sospensione del lavoro nelle ultime settimane di gravidanza. In aggiunta, venne richiesta un'indagine sull'altezza e sulle condizioni igieniche dei bambini, che mise in risalto l'effetto sfavorevole del lavoro in fabbrica. Il Factory Act che seguì nel 1874 alzò il limite di età minima necessario per iniziare a lavorare negli stabilimenti tessili. Parallelamente le indagini antropometriche, effettuate da vari studiosi, si diffusero man mano anche in altri Stati.

## Factories Regulation Acts

### Health and Morals of Apprentices Actdel 1802
Nel 1802 venne promulgata da Sir Robert Peel la legge intesa a migliorare le condizioni della salute fisica e mentale dei bambini nelle fabbriche tessili. Il provvedimento fu originato dalle preoccupazioni espresse dai medici di Manchester in una relazione del 1784 sull'epidemia di febbre putrida sviluppatasi in una proprietà dello stesso Peel. La norma prevedeva alcune prescrizioni igieniche, ma era rivolta principalmente al trattamento degli apprendisti, lasciando ancora senza regole l'attività dei bambini privi di contratto. Pur costituendo un primo tentativo di miglioramento, soltanto i regolamenti successivi intervennero su basi umanitarie. Fra l'altro si trattava di un primo tentativo di legislazione nato da una nuova attitudine mentale nei confronti delle questioni industriali nascenti.

### Cotton Mills and Factories Actdel 1819
Al 1819 risale la norma che limitava l'orario di lavoro dei bambini dai nove anni, età al di sotto della quale se ne vietava l'impiego. La prescrizione riguardava soltanto l'industria tessile, ma era estesa a tutti i bambini, anche al di fuori della fase di apprendistato. Proposta da Sir Robert Peel, la legge prendeva origine da una bozza redatta da Robert Owen quattro anni prima, ma il testo fortemente emendato si rivelò di fatto inapplicabile. Infatti il controllo era lasciato ai funzionari locali, in grado soltanto di verificare eventuali segnalazioni. Nemmeno una successiva modifica, effettuata qualche mese più tardi, migliorò la situazione, in quanto sanciva la punizione in caso di incidenti notturni solo a tragedia avvenuta.

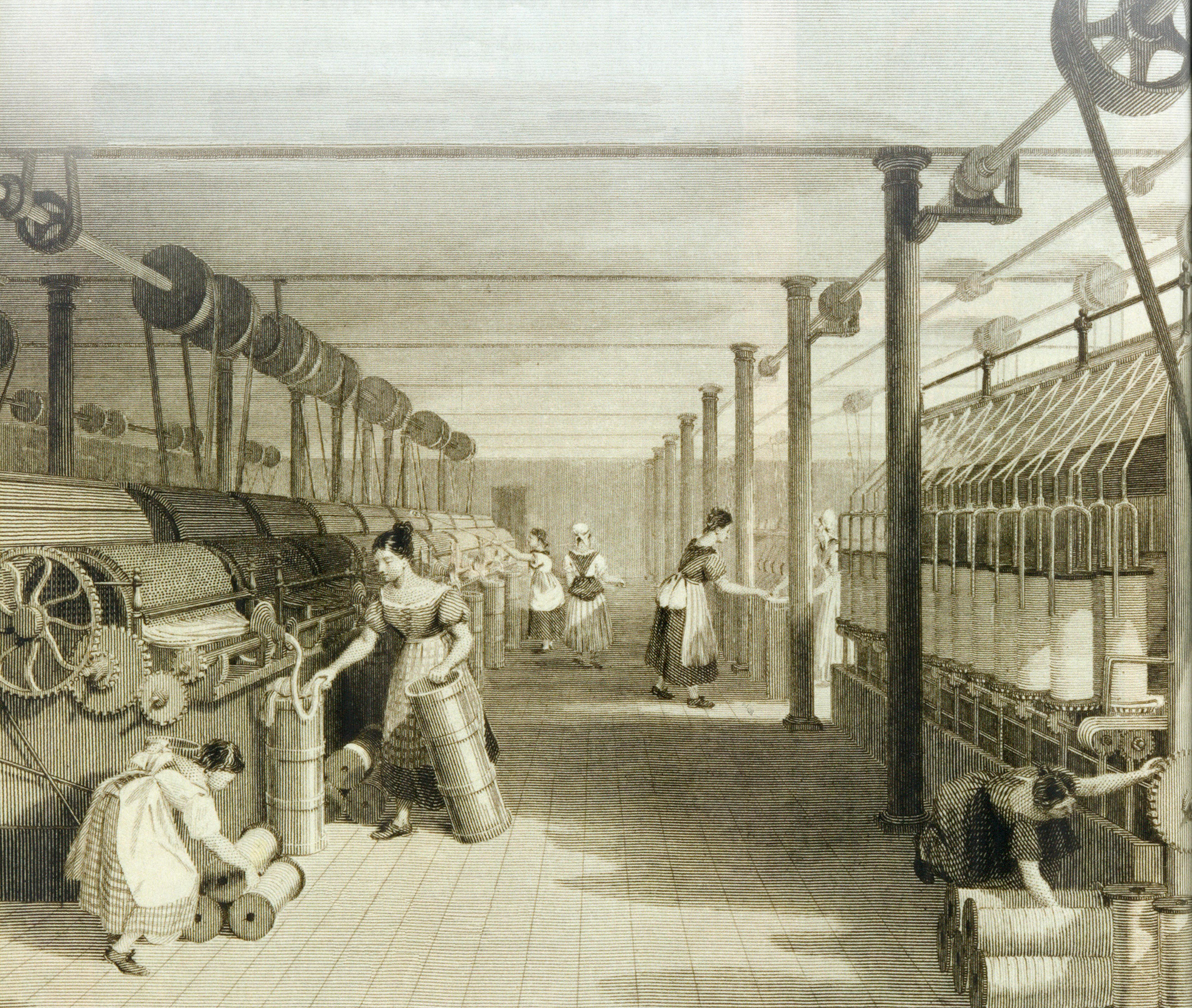
Cotonificio negli anni Trenta del XIX secolo

### Cotton Mills Regulation Actdel 1825
Per ovviare alla scarsa efficacia del provvedimento precedente, nel 1825 John Cam Hobhouse propose un disegno di legge che permettesse ai magistrati di agire di propria iniziativa, e che obbligasse eventuali testimoni a presentarsi alle udienze.
La proposta ricevette pareri favorevoli, ma incontrò l'opposizione di chi riteneva che lasciasse i proprietari in balia dei lavoratori. Ne derivò una norma che, pur migliorando le azioni necessarie per l'applicazione, non diminuì di molto l'orario di lavoro, a differenza di quanto aveva suggerito Hobhouse.

### Labour in Cotton Mills Act (Hobhouse's Act)del 1831
Nel 1829 un nuovo provvedimento modificò la precedente normativa, che venne ulteriormente rettificata tramite l'abrogazione, nel 1831, delle leggi sull'apprendistato relativo all'industria tessile. Tale provvedimento attuava il disegno di legge proposto da Hobhouse con il sostegno dei maggiori produttori, i quali consideravano sleale la concorrenza degli stabilimenti più piccoli, che praticavano il lavoro nelle ore notturne. Di conseguenza la norma del 1831 proibì i turni di notte agli operai di età inferiore ai ventun anni, applicando ulteriori restrizioni nell'orario di lavoro per i più giovani. Il provvedimento venne inteso ancora una volta soltanto per i cotonifici, mentre il disegno di legge prevedeva l'estensione a tutto il settore tessile.

### Labour of Children, etc., in Factories Act (Althorp's Act)del 1833
Deluso dall'esito ottenuto dagli sforzi di Hobhouse, nel 1832 il parlamentare Tory Michael Thomas Sadler propose un altro disegno di legge per ridurre a dieci le ore di lavoro giornaliero ed estendere la tutela delle norme precedenti ai bambini che lavoravano in tutte le industrie tessili, e non solo nei cotonifici. Con ciò seguiva le tendenze dei gruppi eterogenei che si erano formati nel frattempo a sostegno della riduzione a dieci ore, i cosiddetti Short time Committees, di uno dei quali Sadler aveva preso la guida nel 1831. Fra l'altro la riduzione delle ore avrebbe impedito ai lavoratori più anziani di abbandonare il lavoro, dal momento che sopra i quarant’anni risultava difficile mantenere il ritmo necessario nelle fabbriche. In seguito Sadler stesso ritirò il disegno di legge, che aveva cercato di far approvare senza rispettare la consueta procedura. La mancata rielezione di Sadler al Parlamento nel 1832 spinse il suo Short time Committee a proporre il subentro di Anthony Ashley-Cooper, VII conte di Shaftesbury.

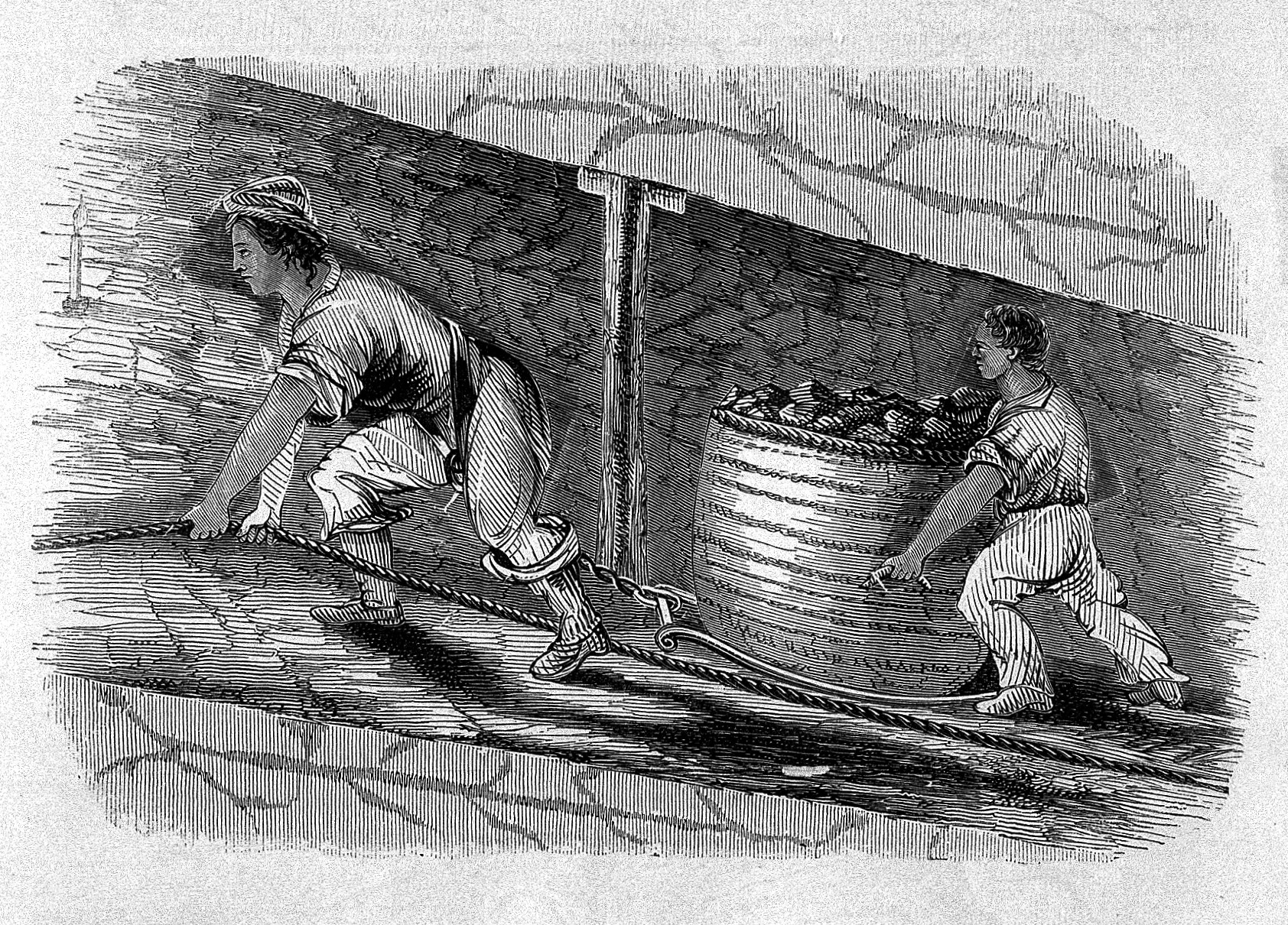
Bambini in miniera

Lord Ashley a propria volta propose un disegno di legge molto simile a quello di Sadler stesso, forte del sostegno di chi aveva potuto constatare il modo brutale in cui i bambini venivano trattati nelle fabbriche, ma venne battuto dalla proposta di Lord Althorp. Quest'ultima prevedeva una serie di investigazioni da parte di un’apposita commissione, quella che generò il Report of the Commissioners on the Employment of Children in Factories del 1833, in cui veniva evidenziato come la situazione, pur migliorata rispetto al passato, continuava ad essere critica, specialmente nei piccoli stabilimenti. Di conseguenza il Factory Act dello stesso anno proibì l'impiego dei bambini di età inferiore ai nove anni nelle industrie tessili, vietò il lavoro nelle ore notturne ai lavoratori di età inferiore ai diciotto anni e sancì che fino ai tredici anni fosse concessa una mezz'ora di pausa per il pasto e per il riposo. Inoltre la legge rese obbligatorio certificare le condizioni di salute che garantissero l'idoneità dei ragazzini al lavoro in fabbrica. Il certificato doveva essere rilasciato da un medico competente e firmato da un magistrato. Allo scopo venne appositamente costituito un ispettorato per il controllo delle fabbriche, cui era conferita l’autorità di agire al pari dei magistrati.
A tale certificato venne in seguito aggiunto quello di un'apposita commissione governativa formata da quattro ispettori. Fra questi Leonard Horner (1785-1864), uno dei futuri presidenti della Geological Society of London, mantenne l'incarico per venticinque anni. Secondo Horner il provvedimento non garantiva sufficiente tutela per il lavoro nelle fabbriche, in particolare per quanto riguardava la prevenzione degli incidenti. In uno scritto del 1840 l'ispettore condannò il modo disumano e ingiusto in cui i bambini venivano occupati, senza tenere conto della loro fragilità, ridotti in condizioni di schiavitù. Attraverso il confronto con le leggi di altri Stati, e la collaborazione con i tre colleghi della commissione, Horner redasse anche un rapporto sullo sfruttamento minorile nelle miniere, che suscitò uno scandalo tale da interdirne l'accesso ai bambini e alle donne. Il divieto venne decretato tramite il Mines and Collieries Act del 1842, avente per oggetto le miniere e le cave di carbone.
Nello stesso anno 1840 l'indagine della commissione venne proposta anche in Francia ad opera di Louis René Villermé, dove lo sfruttamento minorile nelle fabbriche era pari se non peggiore rispetto al Regno Unito. Il rapporto che Villermé redasse in seguito all'inchiesta, il Tableau de l'état physique et moral des ouvriers (1840), favorì la promulgazione di una legge che l'anno successivo proibiva l'occupazione per più di otto ore al giorno dei bambini fra gli otto e i dodici anni, e allo stesso tempo rendeva obbligatoria l'istruzione scolastica fino all'età di dodici anni.

### Factories Act (Graham's Factory Act)del 1844
A parte una piccola modifica del 1834, la legge del 1833 risultò piuttosto duratura, nonostante i tentativi di abrogazione, avvenuti a più riprese nel 1836, nel 1838 e tra il 1839 e il 1841. Gli ultimi, in particolare, erano costituiti dalle proposte avanzate da Fox Maule, poi ritirate.

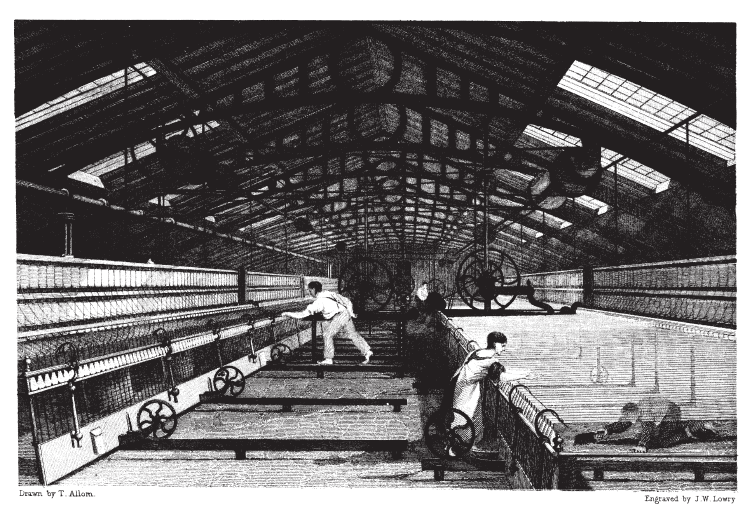
Bambini al lavoro in un filatoio inglese nel 1835

La legge del 1833 conferiva agli ispettori l'autorità per indurre l'obbligo di frequentazione scolastica, e le verifiche venivano effettuate anche in merito all'educazione religiosa. Dieci anni dopo la commissione governativa, di cui faceva parte ancora una volta Leonard Horner, continuò a raccogliere informazioni sulle condizioni morali dei bambini. Dall'indagine emerse una generale assenza di istruzione e necessità di apprendimento delle nozioni basilari pure in materia di religione, causate soprattutto dal degrado in cui vivevano le famiglie, e dall'urgenza dei genitori di inviare i figli al lavoro appena possibile, costretti dall'indigenza.
Nel 1843 il disegno di legge proposto da Sir James Graham teneva conto della necessità di aiutare le famiglie nell'educazione dei bambini, affidandone il controllo alla Chiesa anglicana e ai magistrati locali; il coinvolgimento del clero suscitò varie polemiche, soprattutto per quanto riguardava l'esclusione dei gruppi cattolici, che avrebbero dovuto mantenere un sistema dal quale non avrebbero ricevuto vantaggi.
Nel periodo tra il 1829 e il 1844 ebbe luogo una delle più violente e aspre controversie sui Factory Acts, intensificate dalla contemporanea lotta per l'abrogazione delle leggi sul grano.
Le polemiche, accese anche al di fuori del Parlamento, e i tentativi di procrastinare la valutazione del disegno di legge del 1843, spinsero Graham a proporne un altro l'anno successivo, simile per quanto riguarda le disposizioni sull'orario di lavoro, ma privo di allusioni all'educazione dei bambini. La tutela nei confronti dei piccoli lavoratori veniva ora estesa anche alle donne di qualunque età, non senza opposizioni, e dopo che gli ispettori avevano constatato l'estremo affaticamento dovuto alle molte ore di lavoro cui esse erano soggette nelle fabbriche. La legge che ne derivò modificò quella del 1833, anche se nelle intenzioni originarie del proponente avrebbe dovuto abrogarla.

### Factories Actdel 1847
Quando subentrò l'amministrazione dei Whigs, che, al contrario di quella di Robert Peel, non si opponeva alle giornate lavorative di dieci ore, venne emanata la legge del 1847. Il provvedimento, noto anche come "Legge delle dieci ore", limitò l'orario lavorativo di donne e ragazzi fino al diciottesimo anno d'età presso i cotonifici e la maggior parte di industrie tessili. Il totale settimanale pari a sessantatré ore venne diminuito a cinquantotto l'anno successivo. Principali fautori delle dieci ore furono naturalmente gli Short time Committees, Richard Oastler e Lord Ashley, leader rispettivamente al di fuori e all'interno del Parlamento.

### Factories Act (Compromise Act)del 1850
I provvedimenti del 1844 e del 1847 avevano ridotto l'orario giornaliero, ma senza specificare il periodo entro il quale le ore dovevano essere svolte. Dal 1833 alcuni proprietari si erano organizzati in modo da far lavorare le stesse persone attraverso turni spezzati, che non erano vietati dalla legge, ma che eludevano i controlli e impedivano ai bambini di dedicarsi allo studio. In questo modo la limitazione del numero di ore si trasformava in una protezione illusoria. Con la legge del 1850 si cercò un compromesso, stabilendo orari entro i quali il lavoro doveva essere tassativamente svolto.
Il provvedimento del 1850 costituì un importante punto di svolta per la storia della legislazione inglese relativa alle industrie, in quanto definì espressamente e per la prima volta la struttura di una normale giornata di lavoro.

### Factories Actdel 1856
Nel 1856 l'Associazione Nazionale dei Proprietari di Fabbriche (National Association of Factory Occupiers), formatasi per porre sotto osservazione la legislazione vigente, riuscì a far passare in Parlamento un disegno di legge a proprio favore, malgrado varie opposizioni. La norma prevedeva che gli ingranaggi del mulino fossero posti sullo stesso piano delle macchine, e che la necessaria recinzione di sicurezza, resa obbligatoria dal provvedimento del 1844, venisse apposta soltanto a quelle parti con le quali donne e bambini entravano più facilmente in contatto.
Il dibattito sulla sicurezza nei luoghi di lavoro venne portato avanti fra gli altri da Harriet Martineau, che pose l’accento sul grande numero di incidenti, superiore a duemila, registrati in appena un semestre tra il 1852 e il 1853. Quando Lord Palmerston chiese ragguagli sull'argomento agli ispettori, questi ultimi minimizzarono e ridussero il numero a soli centoventotto incidenti, secondo loro degni di attenzione, accaduti nel corso degli ultimi tre anni.
Nella decade successiva i provvedimenti sulle fabbriche vennero gradualmente estesi dagli stabilimenti tessili alle altre industrie. Nonostante il periodo di depressione dovuto alla cosiddetta cotton famine tra il 1861 e il 1865, la situazione generale tendeva al miglioramento.

### Factories Act Extension Actdel 1867
In genere gli oppositori della legislazione sulle fabbriche tessili concordavano nel ritenere inutile regolamentare il lavoro in questo tipo di stabilimenti, nei quali la vita dei bambini era di molto preferibile a quella dei piccoli lavoratori di altre industrie, in quanto più sana e soggetta ad orari inferiori e a pericoli molto minori. Del resto per i legislatori, essendo fondamentale un'accurata conoscenza delle condizioni di lavoro, risultava più agevole controllare i cotonifici. Infatti l'esistenza di una normativa precedente facilitava la promulgazione di leggi successive. La regolamentazione favoriva anche l'industria stessa, anziché ostacolarne la concorrenza sul mercato. Poco alla volta si diffuse la pubblica opinione che le condizioni di lavoro precarie e malsane causassero la rovina delle industrie in generale, e non soltanto di quelle non regolamentate dalla legge, e permettessero al capitalismo di indebolire le risorse nazionali sfiancando la popolazione infantile di ogni generazione, senza ricompensarla con salari adeguati. Tra il 1845 e il 1860 tale opinione si diffuse rapidamente e ampiamente.
Un po' alla volta, tra il 1860 e il 1870 vennero emanate leggi anche per altri settori non tessili. Il provvedimento del 1867 estese la normativa a tutti gli stabilimenti in cui erano impiegati cinquanta o più lavoratori, con prescrizioni meno onerose per le imprese più piccole. Queste ultime (chiamate workshops, ossia "officine") cominciarono ad essere incluse nei provvedimenti, a partire da quello emanato nel 1870, appunto il Factory and Workshop Act.

### Factories (Health of Women, &c.) Actdel 1874
Le trade unions, ossia i sindacati da poco ufficialmente riconosciuti e legalizzati, miravano alla riduzione dell'orario di lavoro, sia attraverso la concessione diretta, che attraverso la normativa. Nel 1873 il Trades Union Congress ottenne la riduzione a nove ore della giornata lavorativa in tutti gli stabilimenti dell'industria meccanica più importanti del Regno Unito, anche se il tentativo di ridurre le ore per le donne e i bambini nelle fabbriche tessili non ebbe successo.
Tuttavia nel frattempo il governo varò una nuova legge, in base alle indagini svolte da un'apposita commissione parlamentare istituita nel 1872, composta da un medico, J.H. Bridges, e da un ispettore delle fabbriche, T. Holmes, per verificare le condizioni lavorative delle donne e dei bambini nelle industrie tessili. La commissione provò che la crescita del feto era influenzata negativamente dal lavoro, specialmente per le inalazioni nocive degli ambienti e la malnutrizione delle madri. Di conseguenza, la commissione stabilì la necessità di effettuare ulteriori indagini scientifiche sulla popolazione; ne seguì un rapporto che portò al Factory Act del 1874, con il quale venne elevata l'età minima dell'impiego dei bambini, e fu prolungato il tempo della pausa.
La riduzione oraria prevista dalla legge del 1874 per le donne e i bambini impiegati nelle industrie tessili valeva per i giorni feriali; per il sabato erano rimaste le originarie dodici ore, ma venne introdotto l'obbligo di dedicarne metà a compiti più leggeri, come la pulizia dell'ambiente di lavoro. Inoltre venne proibito il lavoro notturno, e si resero obbligatorie la pulizia e l'aerazione dei locali.
Rispetto al 1833 la situazione era molto migliorata, e al miglioramento delle condizioni lavorative aveva corrisposto un aumento dei lavoratori impiegati nell'industria tessile. Si erano dimezzati gli incidenti, la cui gravità era diminuita, e l'analfabetismo era calato. Le varie leggi ora proteggevano oltre due milioni e mezzo di persone.

### Factory and Workshop Act (Consolidation Act)del 1878
Nel 1875 venne istituita una commissione per indagare la situazione nelle principali città industriali del Regno Unito, al fine di consolidare ed estendere la legislazione sulle fabbriche. Il rapporto della commissione fu pubblicato nel 1876; in esso si raccomandava di consolidare la legislazione esistente in un unico provvedimento che tenesse conto di tutti i vari tipi di stabilimento, con l'eccezione però di miniere e lavoro agricolo. Si forniva un lasso di tempo entro il quale doveva essere svolto il lavoro nei giorni feriali, mentre le domeniche venivano considerate lavorative nei casi in cui sia i lavoratori che i proprietari erano ebrei. In seguito a vari rinvii, la legge venne approvata solo due anni dopo la pubblicazione del rapporto, nel 1878, ma la sua applicazione ottenne la massima priorità.
Il provvedimento, composto da centosette articoli, sostituì tutta la legislazione precedente in materia, e fu emesso a protezione dei bambini dai dieci ai quattordici anni, dei giovani tra i quattordici e i diciotto anni, e delle donne di età maggiore di diciotto anni. Le fabbriche vennero suddivise in due categorie, tessili e non tessili, mentre gli stabilimenti con meno di cinquanta lavoratori vennero distinti in tre tipi:
1. workshops (ossia "officine"),
2. stabilimenti in cui gli unici lavoratori protetti erano costituiti da donne, e
3. domestic workshops, ossia laboratori in case private o stanze in cui gli unici impiegati facevano parte della stessa famiglia.[42]

Per quanto riguardava l'orario di lavoro, il provvedimento seguiva quanto suggerito dalla commissione nel report del 1876, fissando un limite settimanale di cinquantasei ore e mezzo per le donne e i giovani nelle fabbriche tessili, sessanta ore nelle altre industrie e nelle officine o workshop. Inoltre non si potevano assumere bambini fino al compimento del decimo anno di età. Una modifica era prevista per la Scozia, in base alle leggi locali sull'istruzione. Il provvedimento conteneva pure una serie di restrizioni atte a tutelare la salute dei bambini.
Negli anni successivi (1883, 1888, 1889) vennero promulgati ulteriori provvedimenti aggiuntivi per perfezionare la legge del 1878. Ciononostante, il Trades Union Congress continuava a lamentare la scarsità di personale addetto all'ispezione e al controllo per l'applicazione della legge, di cui riduceva l'efficacia. Venne pertanto cambiata la procedura di assunzione e alcuni ex funzionari del sindacato vennero nominati ispettori, e nel 1885 il numero di questi ultimi venne incrementato da trentotto a cinquantasei - numero sempre troppo esiguo per il Trades Union Congress, considerando che gli stabilimenti regolarmente registrati erano oltre centodiecimila.

### Factory Actdel 1891 e successiviFactory and Workshop Acts
Alla precedente legislazione venne aggiunto il divieto d'impiego delle donne nelle quattro settimane successive al parto. Inoltre venne alzato a undici anni il limite di età al di sotto del quale i bambini non potevano essere assunti. Tale limite venne alzato di un anno anche con il Factory and Workshop Act del 1901, che seguì quello del 1895.
Un intero secolo di legislazione venne riassunto nel 1910 da Sidney James Webb, il quale ne sottolineò l’efficacia che aveva decisamente portato al miglioramento della situazione.

### Factories Actsdel 1937, 1959, 1961
Il provvedimento del 1937 consolidò e modificò i Factory and Workshop Acts emanati tra il 1901 e il 1929. Fu proposto in gennaio dal Segretario di Stato per gli affari interni Sir John Allsebrook Simon e ricevette la sanzione regia sei mesi dopo.
Insieme a quello promulgato nel 1948, l'atto venne modificato nel 1959 a favore di una maggiore tutela della salute, della sicurezza e del benessere degli operai.
La norma del 1961 portò al consolidamento dei Factories Acts del 1937 e del 1959. Se pure ancora in parte valida nel 2008, essa venne sostituita dal Health and Safety at Work etc. Act del 1974, e dalla successiva legislazione in materia di salute e sicurezza sul lavoro.